# Giovanni Abagnale
Giovanni Abagnale (Gragnano, 11 de enero de 1995) es un deportista italiano que compite en remo.
Participó en tres Juegos Olímpicos de Verano, en los años 2016 y 2024, obteniendo una medalla de bronce en Río de Janeiro 2016, en la prueba de dos sin timonel, y el cuarto lugar en París 2024 (cuatro sin timonel).
Ganó una medalla de plata en el Campeonato Mundial de Remo de 2017 y seis medallas en el Campeonato Europeo de Remo entre los años 2014 y 2025.

## Palmarés internacional
| Juegos Olímpicos   | Juegos Olímpicos          | Juegos Olímpicos  | Juegos Olímpicos   |
| Año                | Lugar                     | Medalla           | Prueba             |
| ------------------ | ------------------------- | ----------------- | ------------------ |
| 2016               | Río de Janeiro (Brasil)   | Medalla de bronce | Dos sin timonel    |
| Campeonato Mundial |                           |                   |                    |
| Año                | Lugar                     | Medalla           | Prueba             |
| 2017               | Sarasota (Estados Unidos) | Medalla de plata  | Cuatro sin timonel |
| Campeonato Europeo |                           |                   |                    |
| Año                | Lugar                     | Medalla           | Prueba             |
| 2014               | Belgrado (Serbia)         | Medalla de bronce | Cuatro sin timonel |
| 2017               | Račice (República Checa)  | Medalla de oro    | Cuatro sin timonel |
| 2020               | Poznań (Polonia)          | Medalla de plata  | Cuatro sin timonel |
| 2021               | Varese (Italia)           | Medalla de bronce | Cuatro sin timonel |
| 2024               | Szeged (Hungría)          | Medalla de plata  | Cuatro sin timonel |
| 2025               | Plovdiv (Bulgaria)        | Medalla de bronce | Ocho con timonel   |